# Knut Brynildsen
Knut Brynildsen (1917. július 23. – 1986. január 15.) norvég labdarúgócsatár, ellenálló.